# Merseyside derby
The Merseyside derby er betegnelsen for det traditionsrige lokalderby i engelsk fodbold, mellem de to Liverpool-klubber Liverpool F.C. og Everton. Derbyet tager sit navn efter floden Mersey, der flyder gennem Liverpool. Kampene bliver spillet på henholdsvis Liverpool F.C.'s hjemmebane Anfield og på Evertons, Goodison Park. 

## Historie
Der har, pr. maj 2009, været spillet 206 opgør mellem de to klubber, hvoraf det første daterer sig til den 13. oktober 1894, hvor Everton på Goodison Park vandt med 3-0. Liverpool F.C. er historisk set derbyets mest succesfulde klub, idet The Reds har sikret sig 79 sejre i de 206 opgør, mod kun 65 til Everton. 63 gange er kampene endt uafgjort.